# John Langenus
John Langenus (Antwerpen, 1891. december 8. – Berchem, 1952. október 1.) belga nemzetközi labdarúgó-játékvezető. Teljes neve John L Langeus, de előfordulhat: Jean, Johannes vagy Julian Langenus változatokban is. Visszavonulása után Antwerpen megyei kormányzói hivatal egyik vezetője volt.

## Sportpályafutása

### Labdarúgóként
Fiatal korában 1907–1909 között az AS Anversoiseben futballozott.

### Nemzeti játékvezetés
Játékos pályafutását viszonylag gyorsan felcserélte a játékvezetőire. Testalkata nem volt elég erős az ütközésekhez, ezért jelentkezett bírónak. Az első vizsgán 1906-ban az angol vizsgabiztos játékvezető nem engedte át, mert egyik kérdésére: Mi a helyes eljárás, ha a labda játék közben eltalál egy kis repülőgépet? (labdaejtés), akkor még nem tudott felelni. A második vizsgát sikeresen teljesítette. A bírók keserű életét átvészelve (többször tettlegesen bántalmazták, kővel megdobálták) egyre eredményesebben szolgálta a labdarúgást. A flamand bíró élesen hű nemzetiségi elveket vallott, magabiztos, bátor egyéniség volt. Bricsesznadrágban, zakóban és többnyire sapkában vezette a mérkőzéseket. Hamarosan Dublinba invitálták, az ír fővárosban először vezethetett mérkőzést a kontinensről származó játékvezető. A húszas-harmincas évek legjobb játékvezetőjeként jegyezték. 1910-ben lett az I. Liga játékvezetője. A 35 évig tartó aktív játékvezetést 1945-ben fejezte be.

### Nemzetközi játékvezetés
A Belga labdarúgó-szövetség Játékvezető Bizottsága (JB) terjesztette fel nemzetközi játékvezetőnek, a Nemzetközi Labdarúgó-szövetség (FIFA) 1924-től tartotta nyilván bírói keretében. 1920-ban az antwerpeni nyári olimpiai játékok labdarúgó tornáján való közreműködést visszautasítva, hivatalosan csak 1924-ben lett nemzetközi bíró. Több nemzetek közötti válogatott és klubmérkőzést vezetett, vagy működő társának partbíróként segített. Sokat utazó, sokat foglalkoztatott játékvezető volt, a húszas-harmincas évek legjobb játékvezetőjeként jegyezték. A mérkőzések helyszínére legtöbbet vonattal vagy hajóval utazott. A belga nemzetközi játékvezetők rangsorában, a világbajnokság-Európa-bajnokság sorrendjében többedmagával a 7. helyet foglalja el 8 találkozó szolgálatával. Az aktív nemzetközi játékvezetéstől 1939-ben búcsúzott. Válogatott mérkőzéseinek száma: 60 (más forrás szerint: 64–85).

#### Világbajnokság
Három világbajnoki döntőhöz vezető úton Uruguayba az I., az 1930-as labdarúgó-világbajnokságra, Olaszországba a II., az 1934-es labdarúgó-világbajnokságra, valamint Franciaországba a III., az 1938-as labdarúgó-világbajnokságra a FIFA JB bíróként alkalmazta. A FIFA elvárásának megfelelően, ha nem vezetett, akkor működő társának partbíróként segített. Már az első világbajnokságon megkoronázhatta szakmai útját. Vezetett világbajnoki-mérkőzéseinek száma: 7 + 2 (partbíró). Rajta kívül 7 mérkőzést – 3 világbajnoki részvétellel – csak  három játékvezető: Mervyn Griffiths (1950-1958), Juan Gardeazabal (1958-1966) és Ali Búdzsszajm (1994-2002) teljesített.

##### 1930-as labdarúgó-világbajnokság
Az általa vezetett Argentína–Chile csoportmérkőzésen 10(!) percig állt a játék, mert a játékosok és a játéktérre berohanó nézők között tömegverekedés tört ki, a rendet csak a rendőrség tudta helyreállítani. A bíró senkit sem figyelmeztetett, senkit sem állított ki! A rend helyreállítása után folytatta a játékot. A kaotikus állapotok miatt - rendezés, nagyszámú nézők - a döntő vezetését úgy vállalta, hogy a rendezőkkel előbb 10 ezer dolláros életbiztosítást köttetett. Biztonsági okokból - a szurkolók hangulatát ismerve -  a jegyszedők minden nézőt megmotoztak és a lőfegyvereket elkobozták.
1. Bírói öltözet – A világbajnokságon alkalmazott bírói öltözete a korra jellemző sportruházat volt: sötét színű bricsesznadrág, ing rajta sötét színű pulóver, nyakkendő, térdharisnya, micisapka, futballcipő és a vezénylő síp.
2. Labda biztosítása – Akkor még nem központi labdákkal játszottak, hanem mindenki vitte a sajátját. A vitákat elkerülve Langenus úgy döntött, hogy az első félidőben az egyik, a másodikban a másik csapat labdájával fognak játszani, amit közmegelégedéssel mindenki elfogadott.

###### Világbajnoki mérkőzés
| Időpont          | Helyszín                       | Mérkőzés típusa              | Mérkőzés          | Eredmény | Nézők száma |
| ---------------- | ------------------------------ | ---------------------------- | ----------------- | -------- | ----------- |
| 1930. július 18. | Centenario Stadion, Montevideo | csoportmérkőzés (3. csoport) | Uruguay–Peru      | 1 : 0    | 85 000      |
| 1930. július 22. | Centenario Stadion, Montevideo | csoportmérkőzés (1. csoport) | Argentína–Chile   | 3 : 1    | 35 000      |
| 1930. június 26. | Centenario Stadion, Montevideo | egyik elődöntő               | Argentína–Amerika | 6 : 1    | 60 000      |
| 1930. július 30. | Centenario Stadion, Montevideo | döntő                        | Uruguay–Argentína | 4 : 2    | 93 000      |

##### 1934-es labdarúgó-világbajnokság

###### Selejtező mérkőzés
| Időpont           | Helyszín               | Mérkőzés típusa           | Mérkőzés            | Eredmény | Nézők száma |
| ----------------- | ---------------------- | ------------------------- | ------------------- | -------- | ----------- |
| 1934. április 29. | ONEF Stadion, Bukarest | előselejtező (6. csoport) | Románia–Jugoszlávia | 2 : 1    | 20 000      |

###### Világbajnoki mérkőzés
| Időpont         | Helyszín                  | Mérkőzés típusa    | Mérkőzés              | Eredmény | Nézők száma |
| --------------- | ------------------------- | ------------------ | --------------------- | -------- | ----------- |
| 1934. május 27. | Littorio Stadion, Trieszt | egyik nyolcaddöntő | Csehszlovákia–Románia | 2 : 1    | 9 000       |

##### 1938-as labdarúgó-világbajnokság
A három világbajnokság alatt itt fordult elő, hogy kiállított egy - német – játékost. Nemzetközi bírói pályafutásának megkoronázásaként esélyes volt a döntő vezetésére, a sportpolitika végül másként határozott!

###### Világbajnoki mérkőzés
| Időpont          | Helyszín                       | Mérkőzés típusa    | Mérkőzés            | Eredmény | Nézők száma |
| ---------------- | ------------------------------ | ------------------ | ------------------- | -------- | ----------- |
| 1938. június 4.  | Princes Park Stadion, Párizs   | egyik nyolcaddöntő | Németország–Svájc   | 1 : 1    | 30 000      |
| 1938. június 19. | Lescure Park Stadion, Bordeaux | bronz mérkőzés     | Svédország–Brazília | 2 : 4    | 20 000      |

#### Olimpiai torna
Az 1920. évi nyári olimpiai játékok labdarúgó tornáján a FIFA JB kijelölte, hogy Brüsszelben vezessen mérkőzést. Megtagadta a közreműködést, jelezve antwerpeni származását. Ez a tiltakozás hosszú ideig hátrányosan hatott nemzetközi foglalkoztatására.
Az 1928. évi nyári olimpiai játékok labdarúgó tornáján a FIFA JB bíróként foglalkoztatta. 1920-as esete miatt ez volt az első nagy nemzetközi tornája. Két mérkőzés kiváló irányítása nagymértékben megalapozta az első világbajnokságon való részvételének jogosságát.

##### 1928. évi nyári olimpiai játékok
| Időpont         | Helyszín                     | Mérkőzés típusa | Mérkőzés             | Eredmény | Nézők száma |
| --------------- | ---------------------------- | --------------- | -------------------- | -------- | ----------- |
| 1928. május 30. | Olimpiai Stadion, Amszterdam | első forduló    | Hollandia–Uruguay    | 0 : 2    | 27 730      |
| 1928. június 9. | Olimpiai Stadion, Amszterdam | bronzmérkőzés   | Olaszország–Egyiptom | 11 : 3   | 6 378       |

## Magyar vonatkozás
| Időpont              | Helyszín                                              | Mérkőzés típusa          | Mérkőzés                   | Eredmény | Nézők száma |
| -------------------- | ----------------------------------------------------- | ------------------------ | -------------------------- | -------- | ----------- |
| 1933. március 5.     | Olimpiai Stadion, Amszterdam                          | 163. válogatott mérkőzés | Hollandia–Magyarország     | 1 : 2    | 30 000      |
| 1934. december 16.   | Dalymount Park Stadion, Dublin                        | 180. válogatott mérkőzés | Írország–Magyarország      | 2 : 4    | 25 000      |
| 1935. szeptember 22. | Hungária körúti Stadion, Budapest                     | 184. válogatott mérkőzés | Magyarország–Csehszlovákia | 1 : 0    | 22 000      |
| 1936. október 4.     | Oficiul Naţional de Educaţie Fizică Stadion, Bukarest | 193. válogatott mérkőzés | Románia–Magyarország       | 1 : 2    | 35 000      |
| 1937. április 11.    | Sportplatz Rankhof Stadion, Bázel                     | 197. válogatott mérkőzés | Svájc–Magyarország         | 1 : 5    | 16 000      |
| 1937. május 23.      | Üllői úti Stadion, Budapest                           | 184. válogatott mérkőzés | Magyarország–Ausztria      | 2 : 2    | 17 000      |
| 1938. március 20.    | Hitlerjugend Stadion, Nürnberg                        | 206. válogatott mérkőzés | Németország–Magyarország   | 1 : 1    | 53 000      |

## Írásai
1920-ban lett újságíró. Három könyvet jelentetett meg, köztük egy önéletrajzot Whistling in the World címmel.